# Роковые яйца
«Роковые я́йца» — фантастическая повесть Михаила Булгакова, написанная в 1924 году и впервые опубликованная в 1924. Также печаталась в сокращённом виде под названием «Луч жи́зни» в том же году. Повесть «Роковые яйца» относят то к жанру сатирической научно-фантастической повести, то к сатирико-фантастическим произведениям:70.
Действие повести происходит в 1928 году.

## Сюжет
Гениальный и эксцентричный профессор-зоолог Владимир Ипатьевич Персиков случайно обнаруживает удивительный феномен стимулирующего воздействия света красной части спектра на эмбрионы: организмы, в момент развития облучённые открытым Персиковым лучом (например, зародыши в икринках), начинают развиваться гораздо быстрее и достигают более крупных размеров, чем «оригиналы». Кроме того, они отличаются агрессивностью и невероятной способностью стремительно размножаться.
Как раз в то время по всей стране прокатился куриный мор, и глава совхоза «Красный луч» Александр Семёнович Рокк решает использовать открытие Персикова для восстановления поголовья кур. Согласно приказу свыше Рокк забирает у Персикова камеры-облучатели, с которыми профессор проводил опыты, и увозит их в совхоз. Рокк заказывает за границей яйца кур, а Персиков — яйца змей, крокодилов и страусов (для опытов). Но в результате ошибки заказ Персикова присылают Рокку.
Увидев на доставленных «куриных» яйцах «какую-то грязюку», Рокк звонит Персикову, но профессор думает, что это ошибка («грязюки» на яйцах быть не может), а потому разрешил Рокку не мыть их. Рокк начинает облучение яиц, но скоро из оранжереи с яйцами сбегают двое вылупившихся животных, и на следующий день Рокк, захотевший искупаться в пруду, видит там огромную змею. Змея убивает жену Рокка Маню, а самому Рокку удаётся сбежать.
На следующее утро он добирается до железнодорожной станции Дугино, находящейся в 20 верстах от совхоза. Там он встречает агентов ГПУ и рассказывает о случившемся. Чекисты не верят ему, но едут в совхоз, прихватив оружие. Сам Рокк уезжает на поезде в Москву. Приехав в совхоз, агенты Щукин и Полайтис не обнаруживают там людей. Лишь заглянув внутрь оранжереи, они видят гигантских змей, крокодилов и страусов и гибнут в неравной схватке с ними.
Персиков, готовый к опытам, получает куриные яйца. Профессор возмущён этой ошибкой, и в этот момент его помощник доцент Иванов показывает ему «экстренное приложение» к свежему номеру газеты, где на фотографии изображена громадных размеров анаконда из Смоленской губернии. Персиков понимает, что произошла чудовищная ошибка: куриные яйца прислали ему, а змеиные — Рокку в совхоз. За «грязюку» Рокк принимал сетчатый рисунок на змеиных яйцах. Змеи, крокодилы и страусы беспрестанно размножаются; их полчища, уничтожая всё на своём пути, движутся вперёд, к Москве.
В бои со змеями, крокодилами и страусами вступают части РККА, применяя в том числе и химическое оружие, но не могут остановить их.
Столицу, равно как и всю остальную страну, охватывает паника; обезумевшая толпа, решив, что это Персиков распустил гадов, рассвирепев, врывается в институт, где работал профессор, и убивает его. Однако в ночь с 19 на 20 августа внезапно упал мороз, достигший 18 градусов, и все змеи, крокодилы и страусы, не выдержав аномалии, погибли. Хотя долго ещё были повальные эпидемии от разлагающихся «трупов гадов и людей», основная опасность миновала.
Доцент Пётр Степанович Иванов, бывший помощник профессора Персикова, теперь заведовавший институтом, пытался снова получить странный луч, но ничего не добился: «Очевидно, для этого нужно было что-то особенное, кроме знания, чем обладал в мире только один человек — покойный профессор Владимир Ипатьевич Персиков».

## История публикации
Впервые повесть была опубликована в шестом выпуске альманаха «Недра» в 1925 году.
Также повесть вошла в сборники:
- Булгаков М. Дьяволиада. — М.: Недра, 1925;
- Булгаков М. Роковые яйца. — Рига: Литература, 1928.

В сокращённом виде под названием «Луч жизни» повесть «Роковые яйца» печаталась в издании «Красная панорама» в номерах с 19 по 22 за 1925 год (причём в № 22 уже под названием «Роковые яйца»).

## Вариант финала
В дневнике Булгакова имеется запись: «В повести испорчен конец, потому что я писал её наспех». В берлинской газете «Дни» от 6 января 1925 года излагается альтернативное окончание повести:

Булгаков читал свою новую повесть. В ней необозримые полчища гадов двинулись на Москву, осадили её и сожрали. Заключительная картина — мёртвая Москва и огромный змей, обвившийся вокруг колокольни Ивана Великого.

Кир Булычёв считает, что такой финал куда логичнее и куда более булгаковский. Однако рукописей с такой версией повести не сохранилось.

## Социально-историческое содержание повести
В повести «Роковые яйца» присутствует широкая панорама советской жизни первой половины 1920-х годов. Доктор филологических наук Николай Степанов отмечает, что, используя фантастический сюжет, гротескные повороты действия, Булгаков наглядно показал неудачную и беспомощную деятельность советского правительства во время куриного мора, частую слежку за людьми со стороны ГПУ, беспомощность и угодливость советской прессы. Коммунисты в повести изображены неспособными к творческой мирной работе, хотя и умеющими хорошо обеспечить охрану своего порядка. Эта неспособность к мирной работе ярко показана Булгаковым на примере деятельности бывшего комиссара Рокка, из-за своей самонадеянности и невежества ошибочно загубившего открытие Персикова и причинившего очень большой урон стране:67—68.
Как указывает Н. Степанов, эксперимент Рокка, излишне поспешный и необдуманный, — практическое применение им «красного луча» Персикова — нарушил естественный ход природных процессов и изображён писателем с оттенком дьявольщины. «Роковые яйца» явились осуждением социальных экспериментов, проводимых коммунистами, повесть указывает на опасность и плачевные последствия таких экспериментов для народа и государства:68.

## Художественные особенности

### Фантастическое в повести
Жанровой первоосновой «Роковых яиц» является научно-фантастическая повесть. Булгаков заимствует сюжетные ходы Г. Уэллса (из уэллсовского романа «Пища богов»), однако фантастические перипетии сюжета, хоть и очень занимательные, играют у Булгакова всё же подчинённую роль:71. Фантастика для него — не самоцель.  В «Роковых яйцах», как и в другой научно-фантастической повести Булгакова — «Собачье сердце», автор глубоко осмысляет и изображает реальный быт 1920-х годов, и в этом его сатире помогает научная фантастика, позволяющая изобразить этот быт и людей с неожиданной точки зрения. Вводя в произведение фантастическое допущение — гениальную научную выдумку, он помещает фантастическое в реальность и в дальнейшем соблюдает законы этой реальности и логику душевных движений вполне реально изображённых людей. Фантастика помогает Булгакову описать «бесчисленные уродства» быта, проникает глубоко в человеческие души, в исторический смысл происходивших тогда событий:124—126, позволяет, как отмечает С. Голубков, «создать экспериментальную ситуацию, в которой конфликт предстаёт в очищенном виде, без затеняющих подробностей»:81.
В основе сюжета повести лежат две фантастические линии, одна из которых связана с открытием «луча жизни» Персиковым (это открытие происходит во второй главе), другая начинается с пятой главы и основана на событиях, вызванных «куриным мором». Обе этих линии объединяются в седьмой главе, в которой описывается бурная деятельность Рокка, приведшая к появлению множества громадных пресмыкающихся. Фантастические линии уже в самом начале обрастают реальными подробностями, а гротеск постепенно приобретает всё более фантастический характер, не отрываясь, однако, от действительности, что позволяет автору сохранить комические аналогии с конкретными явлениями современности:81.
Фантастический колорит повести связан и с тем, что действие в ней происходит в будущем — в 1928 году. При этом будущее не очень отдалено и признаков его немного. По-видимому, изображение будущего в «Роковых яйцах» — это тоже условный приём. Вымышленный мир у Булгакова носит не только обобщённо-философскую, но и конкретную окраску:81—82: действие происходит по-прежнему во времена нэпа, и изображённая в «Роковых яйцах» красочная панорама Москвы, её суеты, нравов, газет, театров примечательна своей исторической точностью и художественностью:128.

### Ирония и сарказм
Повести «Роковые яйца» присуща ироничность разных оттенков. Так, описание образа жизни профессора Персикова, его работы и увлечённости лишь своими подопытными животными дано с лёгкой, едва заметной насмешкой (Персиков даже пытается не вполне всерьёз заговаривать со своими жабами). Однако авторская ирония приобретает характер язвительности, ядовитый, издевательский характер, когда затрагивает персонажей, тем или иным путём вторгающихся в работу Персикова: журналиста Бронского, реплики которого в разговорах с Персиковым невежественны, неграмотны и бестактны; агентов ГПУ, внешность одного из которых описана в очень точных подробностях, с использованием искусно подобранных эпитетов, насмешливого сравнения и сопоставления; Александра Рокка, описание деятельности которого и его внешнего вида, а также его реплики в разговоре с Персиковым окрашены насмешкой, ярким сарказмом:83—84.
Действия правительства во время куриного мора и освещение в советской прессе и искусстве событий, с ним связанных, изображены то с лёгкой иронией, то с язвительным сарказмом. Работа правительства по борьбе с куриным мором описана, казалось бы, с сочувствием: «…правительство советских республик, не поднимая никакого шума, работало не покладая рук», однако указание конкретных действий правительства даёт возможность автору подчеркнуть, что все они по своей сути либо формальные, либо явно несуразные и нелепые — сообщения о них выглядят пародийно-издевательски: «Чрезвычайная комиссия по борьбе с куриной чумой переименовалась в чрезвычайную комиссию по поднятию и возрождению куроводства в республике, пополнившись новой чрезвычайной тройкой, в составе шестнадцати товарищей»:84.
Высмеиванию автор подвергает громкие пропагандистские кампании, связанные с куриным мором, во время которых пресса и радио придавали событиям мора сенсационный вид и обвиняли во всём мировой капитализм. Давая внешне, казалось бы, беспристрастный обзор произведений, появившихся в самых разных жанрах как отклики на события куриного мора, Булгаков при этом иронически изображает пошлость, примитивность советского искусства, стремящегося быть актуальным, его простоватое и злободневное содержание, откровенно глупые названия произведений: постановка спектакля «Куриный дох» в театре имени Мейерхольда, обозрение литератора Ленивцева «Курицыны дети», клоунские репризы в цирке бывшего Никитина и др.:84—85

### Гипербола
Гипербола в повести «Роковые яйца» присутствует в эпизодах вторжения посторонних в творческий мир Персикова. Так, журналист Бронский, ворвавшийся к нему в лабораторию, стал писать с огромной скоростью, почувствовав сенсацию, — между тем Персиков успел сказать ему лишь несколько слов: «Бриллианты загорелись в глазах молодого человека, и он в один взмах исчёркал ещё одну страницу»:257—258.
Могущество ГПУ в «Роковых яйцах» изображено гиперболически: всего лишь через десять минут после телефонного звонка Персикова на Лубянку в его квартире появляются несколько сотрудников, и по их вызову в кабинете немедленно возникает секретарь домкома с калошами, оставшимися после визита загадочного посетителя, который хотел купить изобретение профессора. Один из сотрудников ГПУ по калошам мгновенно определяет их обладателя. Страх перед всемогущим сыскным учреждением несколько ослабляется благодаря авторской иронии:83.

### Пародийные элементы
Как отмечает Б. Соколов, блатная песня на мотив «Интернационала», исполняемая отправляющимися в бой с гигантскими животными кавалеристами, представляет собой пародию на большевизм:85—86.
Пародийный вид имеет карточка журналиста Бронского, в которой перечисляются однотипно выглядящие названия изданий: «Альфред Аркадьевич Бронский. Сотрудник московских журналов „Красный огонёк“, „Красный перец”, „Красный журнал“, „Красный прожектор“ и газеты „Красная вечерняя Москва“»:86.

### «Комизм нескладицы» в диалогах
В «Роковых яйцах» и других сатирических повестях Булгакова важную роль играет заимствованный у Гоголя «комизм нескладицы» при построении диалогов, которым порой присущ комизм, алогичное течение, парадоксальный характер, обусловленный карнавализацией сюжетов и персонажей. Так, Рокк разговаривает с людьми бестолково и нелепо; в его репликах проявляются невежественность и самоуверенность, в результате диалоги с его участием звучат анекдотично, озадачивая собеседника, вызывая у него недоумение, раздражение. Например, получив из-за границы партию куриных яиц и усомнившись в их качестве, Рокк, прежде чем проводить эксперимент, позвонил профессору Персикову, но своими абсурдными вопросами лишь рассердил профессора. Уже первые реплики этого разговора звучит несуразно-анекдотически:87—88:
«…дальний мужской голос сказал в ухо встревоженно:
— Мыть ли яйца, профессор?
— Что такое? Что? Что вы спрашиваете? — раздражился Персиков. — Откуда говорят?
— Из Никольского, Смоленской губернии, — ответила трубка.
— Ничего не понимаю. Никакого Никольского не знаю. Кто это?
— Рокк, — сурово сказала трубка».

### Каламбуры
Каламбуры — характерный признак стиля булгаковских сатирических повестей. Так, название повести «Роковые яйца» звучит двусмысленно благодаря фамилии одного из главных персонажей — «Рокк». Каламбур используется в эпизоде с приходом Александра Рокка в лабораторию Персикова — сторож Панкрат говорит профессору:89—90:
«— Там до вас, господин профессор, Рокк пришёл.
Подобие улыбки показалось на щеках учёного. Он сузил глазки и молвил:
— Это интересно. Только я занят.
— Они говорят, что с казённой бумагой с Кремля.
— Рок с бумагой? Редкое сочетание, — вымолвил Персиков…»
Намеренная двусмысленность создаётся Булгаковым при использовании слова «яйца», когда он описывает последствия куриного мора, из-за которого куриные яйца пропадают из продажи: каламбур возникает в исполняемых чечёточниками эстрадных куплетах («Ах, мама, что я буду делать без яиц?») и в фельетоне журналиста Колечника (««Не зарьтесь, господин Юз, на наши яйца, — у вас есть свои!»):90.

## Театральные постановки
- 1989 — Московский драматический театр «Сфера»[4].
- Казанский государственный академический русский Большой драматический театр имени В. И. Качалова[5].
- 1990 — Московский драматический театр им. М. Н. Ермоловой, постановка Андрея Житинкина[6][7].

## Экранизации
- Телеспектакль «Роковые яйца», режиссёр-постановщик — Павел Резников[8].
- 1977 — Роковые яйца (Le uova fatali (Uova fatali)) — фильм, режиссёр — Уго Грегоретти.
- 1992 — Роковые яйца — телеспектакль в 2 частях, режиссёр — Ольга Кознова.
- 1995 — Роковые яйца — художественный фильм режиссёра Сергея Ломкина.
- 2003 — Хорошо забытое старое — мультфильм, режиссёр — Ефим Гамбург.